# Piotr Tomicki

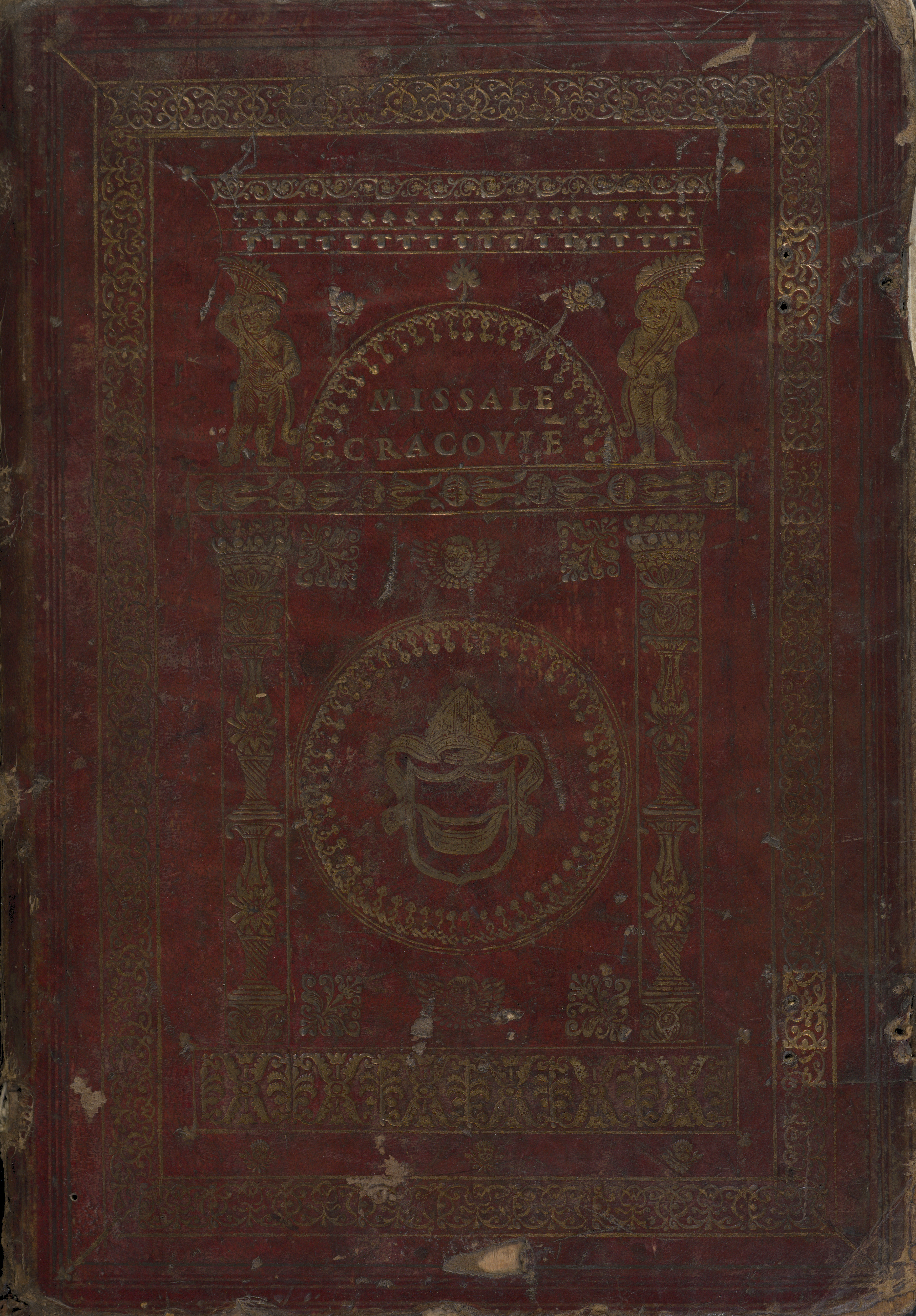
Mszał dla diecezji krakowskiej wydany na zlecenie Piotra Tomickiego.

Piotr Tomicki inne formy nazwiska: Tomicius, Tomiczki, herbu Łodzia (ur. 1464 w Tomicach, zm. 29 października 1535 w Krakowie) – biskup przemyski, poznański i krakowski, podkanclerzy koronny, archidiakon krakowski w 1502 roku, kustosz kielecki, kanonik poznański w 1504 roku, kanonik włocławski i gnieźnieński w 1510 roku, proboszcz w Pniewach w 1505 roku, sekretarz królewski, humanista-mecenas, mówca i dyplomata.

## Życiorys
Urodził się w 1464 roku jako syn Mikołaja z Tomic koło Poznania – chorążego poznańskiego i Anny z Szamotulskich. Po śmierci ojca, w roku 1478, trafił na dwór swojego wuja, Andrzeja Szamotulskiego, wojewody poznańskiego. Wiadomo, że uczył się w szkole katedralnej w Gnieźnie, następnie około roku 1486 studiował w Lipsku, a następnie w Akademii Krakowskiej, gdzie uzyskał w 1490 roku bakalaureat, a w 1493 roku magistrat filozofii. W tym samym roku rozpoczął studia prawnicze w Bolonii, które w 1500 roku zakończył doktoratem dekretów. Prawdopodobnie studiował także w Wiedniu.
Zaraz po ukończeniu studiów rozpoczął praktykę w kurii rzymskiej, zostając kanclerzem kardynała Fryderyka Jagiellończyka, który nadał mu, pomimo że nie był duchownym, szereg beneficjów kościelnych, w tym archidiakonat krakowski. Po śmierci kard. Fryderyka trafił na dwór biskupa poznańskiego, Jana Lubrańskiego, gdzie przebywał w latach 1503–1506. Następnie trafił do kancelarii koronnej króla Zygmunta Starego, w służbie którego wielokrotnie posłował jako sekretarz królewski na Węgry, Wołoszczyznę i Pomorze. Podczas swojej służby otrzymał od króla liczne nadania. W 1510 roku brał udział w rokowaniach w Kamieńcu Podolskim, zakończonych podpisaniem traktatu pokojowego z przedstawicielami hospodara mołdawskiego Bogdana III.
W roku 1511 przyjął święcenia kapłańskie, a w roku 1515 sakrę biskupią, przyjmując godność biskupa przemyskiego, a rok później został podkanclerzym koronnym (urząd ten sprawował do śmierci). W roku 1515 wraz z kanclerzem koronnym Krzysztofem Szydłowieckim był głównym twórcą ugody z Habsburgami. Po śmierci Jana Lubrańskiego, w roku 1520 objął biskupstwo poznańskie, zrzekając się tronu w Przemyślu. W Wielkopolsce przebywał jednak sporadycznie, poświęcając się polityce i pracy na dworze królewskim. W roku 1524 objął godność biskupa krakowskiego (będąc nadal biskupem poznańskim), a także nuncjusza apostolskiego i kolektora danin papieskich. W roku 1525 zrzekł się tronu biskupiego w Poznaniu, a także doprowadził do ugody między królem a Albrechtem Hohenzollernem. Tomicki od roku 1524 jednocześnie pełnił funkcje biskupa krakowskiego i podkanclerzego koronnego, co było niezgodne z ówczesnym prawem polskim (były to tzw. incompatibilia). Był z tego powodu jednym z głównych (obok Szydłowieckiego) przeciwników ruchu egzekucyjnego.
Piotr Tomicki należał do najważniejszych przedstawicieli polskiego renesansu. Studia we Włoszech i pobyt na dworze Jana Lubrańskiego, a także kontakty ze światłymi umysłami Europy, w tym z Erazmem z Rotterdamu, ukształtowały w nim humanistyczne zainteresowania. Do głównych zasług Tomickiego należy jego mecenat nad artystami. Na jego polecenie Stanisław Górski spisał Acta Tomiciana – zbiór dokumentów z czasów sprawowania przez Tomickiego urzędu podkanclerskiego, na Akademii Krakowskiej utworzył Katedrę Prawa Rzymskiego oraz wprowadził nauczanie greki i hebrajskiego. W Wielkopolsce ufundował cenne płyty nagrobne: stryjowi w Szamotułach i ojcu w Tomicach.
Piotr Tomicki zmarł w Krakowie 29 października 1535 roku. Pochowany został w ufundowanej przez siebie kaplicy w katedrze wawelskiej.

## Twórczość

### Najważniejsze dzieła
- Ad serenissimum principem Sigismundum Augustum... epistola, Frankfurt n/Menem 1577
- Akta dyplomatyczne (relacje z poselstw, pisma urzędowe, instrukcje, mowy, itp.) z lat 1507-1534, zebrane przez Stanisława Górskiego; wyd.: Acta Tomiciana, t. 1 (1852) – t. 16, cz. 1-2 (1961) passim., (tu np. Legatio a Sigismundo Rege ad duces Silesiae per Petrum Tomiczki dicta... 1511; Petrus Tomiczki ex parte Sigismundi regis respondit dominis Hungaris..., 1515).

### Listy i materiały (ważniejsze)
- Korespondencja z lat 1507-1534 (m.in. listy do i od: księcia pruskiego Albrechta, królowej Bony, S. Borka, J. Dantyszka, Ł. Górki, kardynała Achilla de Grassis, biskupa J. Konarskiego, A. Krzyckiego, arcybiskupa J. Łaskiego, J. Lubrańskiego, Krzysztofa i Mikołaja Szydłowieckich, J. Tarnowskiego, B. Wapowskiego, J. Zambockiego, Zygmunta Starego); Acta Tomiciana, t. 1 (1852) – t. 16, cz. 1-2 (1961) passim., (tu także wiadomości o wcześniejszych wydaniach)
- Fragmenty korespondencji z lat 1526-1530, dot. sprawy tronu J. Z. Zapolyi na Węgrzech; przedr. W. Pociecha "O zjeździe w Poznaniu w roku 1530", Pamiętniki Biblioteki Kórnickiej 1947, s. 20 nn.
- Fragmenty listów do J. Dantyszka z lat 1532-1535, ogł. w przekł. polskim A. Grabowski Starożytności historyczne polskie, t. 2, Kraków 1840
- Korespondencja z Erazmem z Rotterdamu, zob.: Opus epistolarum Desiderii Erasmi Roterodami, per autorem... recognitum, et adiectis innumeris novis fere ad trientem auctum, Bazylea 1529; Erazm z Rotterdamu Epistolarum opus, Bazylea 1538; Epistolarum D. Erasmi Roterodami libri XXXI, et P. Melanchtonis libri IV, Londyn 1642; Erazm z Rotterdamu Opera omnia, t. 3, Lejda 1703; Opus epistolarum D. Erasmi Roterodami..., wyd. H. M. Allen, H. W. Garrod, Oksford 1941 i in.; pojedyncze listy do Erazma z Rotterdamu, dat. w Krakowie: 17 sierpnia 1531, 25 sierpnia 1533, 20 października 1535, wyd. T. Wierzbowski Materiały do dziejów piśmiennictwa polskiego, t. 1, Warszawa 1900, s. 325-331; 1 list wyd. F. R. Goezjusz Otium Varsaviense in selectis ex Historia litteraria Poloniae argumentis explicandis insumtum, Wrocław 1755 – Listy od Erazma z Rotterdamu, dat. we Fryburgu: 4 lutego 1532, 28 lutego 1535, wyd. T. Wierzbowski Materiały do dziejów piśmiennictwa polskiego, t. 1, Warszawa 1900, s. 47-48, 326
- Do biskupa J. Uchańskiego z roku 1534, wyd. T. Wierzbowski Uchańsciana, czyli zbiór dokumentów wyjaśniających życie i działalność Jakuba Uchańskiego, t. 4, Warszawa 1892, s. 156
- Do Mikołaja z Lwówka (M. Jaskiera), dat. w Kielcach w kwietniu 1535, wyd. T. Wierzbowski Materiały do dziejów piśmiennictwa polskiego, t. 1, Warszawa 1900, s. 49; zob. także pismo, dat. w Krakowie 2 października 1535 dotyczące przekł. łacińskiego Speculum Saxonum, wyd. T. Wierzbowski Materiały do dziejów piśmiennictwa polskiego, t. 1, Warszawa 1900, s. 53-54
- Do J. Cochleusa, dat. w Kielcach 21 grudnia 1534, wyd. T. Wierzbowski Materiały do dziejów piśmiennictwa polskiego, t. 1, Warszawa 1900, s. 45-46
- Listy do P. Tomickiego, w: R. Dubravius Libellus de componendis epistolis, brak miejsca wydania (1511 – 2 edycje); inne wyd.: Kraków 1515; Kraków 1522(?); Kraków 1524
- List łaciński od Rafała Leszczyńskiego, dat. w Augsburgu 25 września 1514, wyd. wraz z przekł. polskim: W. S. Broel-Plater Zbiór pamiętników do dziejów polskich, t. 1, Warszawa 1858, s. 55-59
- Od J. Łaskiego, reformatora, dat. w Krakowie: 6 marca 1533, 16 stycznia 1534, wyd. H. Dalton Lasciana nebst den ältesten evangelischen Synodalprotokollen Polens 1555-1561, Berlin 1898, nr: 24, 26
- Pisma urzędowe i listy z lat 1520-1531, m.in. od papieży: Leona X i Klemensa VII, wyd. A. Theiner Vetera monumenta Poloniae et Lithuaniae, t. 2, Rzym 1861, s. 405-406, 480-481 i in.
- 3 listy z lat: 1526, 1535 od Jana Tarnowskiego, królewny Jadwigi, Zygmunta Augusta, wyd. A. Przezdziecki Jagiellonki polskie w XVI wieku, t. 5, wyd. J. Szujski, Kraków 1878 Dod., s. 4-8, 12-13
- List od króla Zygmunta, wyd. w: A. Lipski Decas questionum publicarum Regni, Kraków 1616; inne wydania zob. Estreicher XXI, 315-316
- Od J. Dantyszka, dat. 1538 (tzw. "Judicium meum de Luthero"), wyd. J. Hipler "Nicolaus Kopernikus und Martin Luter", Zeitschrift f. Geschichte... Ermlands, t. 4 (1869), s. 545-548; wyd. osobne: Braniewo 1868; przedr. (z poprawkami) I. Chrzanowski, S. Kot Humanizm i reformacja w Polsce, Lwów 1927, s. 151-153
- Potwierdzenie królewskie ponowionych przez P. Tomickiego praw i uposażeń kanoników Św. Ducha w Krakowie, Gazeta Lwowska 1852, nr 50-55 Dod.
- Testament, rękopis: Acta Tomiciana, t. 16 (tzw. "Zwód Karknowskiego"), Biblioteka Narodowa, sygn. Lat. F. IV 146 q; Biblioteka Ossolińskich nr 170/II; Biblioteka Czartoryskich nr 1664
- Diarium cuiusdam domestici Petri episcopi cracoviensis (obejmuje lata 1532-1536), wyd. W. Kętrzyński Monumenta Poloniae Historica, t. 5 (1888), s. 897-904
- Korespondencje w rękopisach: Biblioteka Czartoryskich, Teki Naruszewicza nr 46-52
- 10 listów do Zygmunta Herbersteina; list Jana Ivana de F.(?) do P. Tomickiego i K. Szydłowieckiego, dat. w Budzie 1529, rękopisy: Nemzeti Muzeum w Budapeszcie, sygn. Fol. Lat. 258, (wiadomość podają: K. Lepszy, J. Tazbir "Poszukiwania naukowe na Węgrzech", Kwartalnik Historyczny 1957, nr 2, s. 280
- Inwentarz działu książek biblioteki P. Tomickiego, oddanych Akademii Krakowskiej, rękopis: Archiwum Uniwersytetu Jagiellońskiego nr 69
- Wiadomości o listach i materiałach w rękopisach podają m.in.: s. Brzeziński "Biskup-podkanclerzy P. Tomicki na tle swej epoki", Przegląd Powszechny 1934, t. 202, s. 63-64 przypis i odb. – H. Barycz Historia Uniwersytetu Jagiellońskiego w epoce humanizmu, Kraków 1935, s. 93, 104-105, 201, 211 przypisy i in. – W. Pociecha Królowa Bona (1494-1557), t. 2, Poznań 1949, s. 522-523, 564, 568, 595-596 i in.
- List A. Krzyckiego do P. Tomickiego, dat. 2 września 1523, wyd. w Acta Tomiciana, t. 6 (1857), s. 313 – błędnie jako list J. Zambockiego; por. W. Pociecha Królowa Bona (1494-1557), t. 2, Poznań 1949, s. 526 przypis 232.